# Action Comics
Action Comics è una serie a fumetti pubblicata negli Stati Uniti d'America dalla DC Comics, esordita nel 1938 e famosa per aver ospitato nel primo numero l'esordio del personaggio di Superman, il primo supereroe della storia dei fumetti; è una delle testate statunitensi a fumetti più longeve arrivando nel 2011 a superare i novecento albi pubblicati; originariamente era una pubblicazione antologica contenente altri personaggi oltre a Superman. Una copia del primo numero della serie ha raggiunto nel 2016 una quotazione di poco inferiore ai 1400000 $ risultando la più alta mai conseguita per un albo a fumetti.

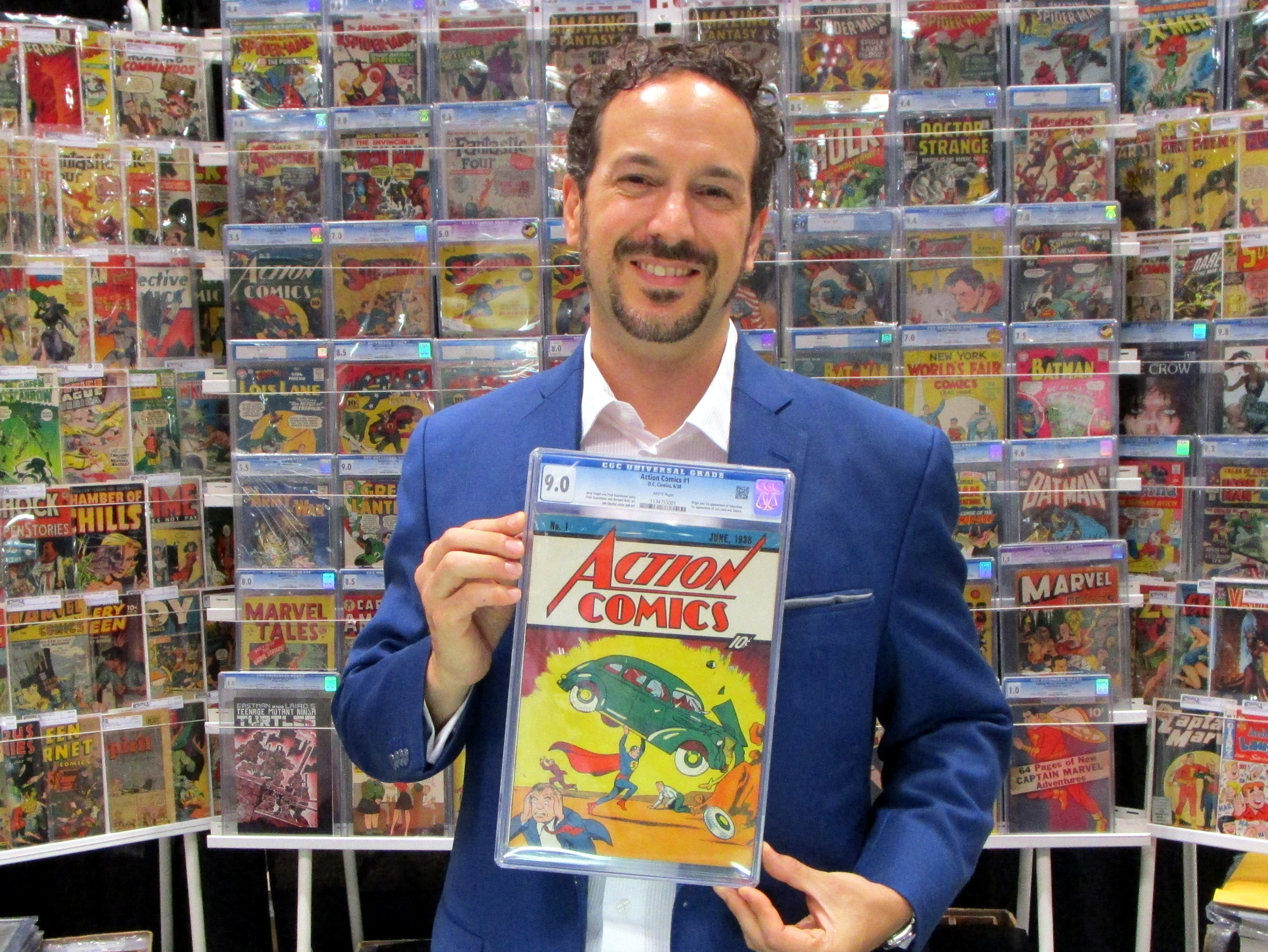
Una copia di Action Comics n.1 1938

## Storia editoriale
Il personaggio di Superman, originalmente concepito come striscia a fumetti, fu creato da Jerry Siegel e Joe Shuster nel 1933 i quali riuscirono a trovare un editore solo nel 1938 quando la National Periodical Publications, futura DC Comics, ne acquisì i diritti di pubblicazione facendo esordire il personaggio nel primo numero della testata Action Comics. I due autori avevano lavorato per anni su numerose pubblicazioni della National con seria e fumetti come Slam Bradley su Detective Comics e gli fu chiesto di contribuire anche all'ultima delle nuove pubblicazioni per la quale proposero Superman dopo averne adattato le strisce che avevano già pronte al formato comic book. L'editore decise quindi di fare di Superman il soggetto della prima copertina della nuova rivista che si rivelò un immediato successo di vendite dando vita a un nuovo sottogenere del fantastico a fumetti.
La nuova testata era originalmente stata concepita coma una pubblicazione antologica e, oltre a Superman, comprendeva storie di personaggi come il mago Zatara, Tex Thompson, che divenne prima Mr. America poi Americommando, il Vigilante, il quale ebbe una lunga permanenza sulla collana (dal n. 42 al n. 198); furono introdotti anche personaggi umoristici come Hayfoot Henry, un poliziotto che parlava in rima.
Gradualmente la foliazione dell'albo andò riducendosi poiché l'editore non voleva aumentare il prezzo di copertina e pertanto preferì ridurre il numero di storie. Per un po' Congo Bill e Tommy Tomorrow furono i comprimari fissi di Superman, ma poco dopo l'inserimento di Supergirl nel n.252 del maggio 1959 le serie non facenti parte dell'universo di Superman vennero escluse e Action Comics rimase generalmente tutto dedicato a storie di Superman, con occasionali apparizioni di alcune storie di appendice, come Human Target.
La testata è la serie di maggior durata della DC dopo Detective Comics anche se ha subito due sospensioni di tre mesi nel corso della sua storia. La prima volta fu nel 1986, quando vennero sospese tutte le collane di Superman durante la pubblicazione di Man of Steel di John Byrne. La seconda nel 1992 dopo la conclusione delle saghe La morte di Superman e Funerale per un amico, in cui la pubblicazione degli albi venne nuovamente interrotta per tre mesi.
Nel 1988 la DC provò infruttuosamente a ritornare al formato antologico originale e a passare ad una periodicità settimanale, divenendo Action Comics Weekly dal n. 601 al n. 642, per poi tornare mensile dopo meno di un anno. La mutata frequenza delle pubblicazioni consentì alla testata di superare il più vecchio Detective Comics come numero di albi pubblicati. Durante questo periodo Superman apparì soltanto in storie di due pagine per albo, ma fu anche l'unico personaggio ad essere sempre presente sulle pagine della rivista. La spinta principale a rendere settimanale Action Comics fu la precedente cancellazione della serie Green Lantern Corps, che portò le avventure di Lanterna Verde esclusivamente su Action Comics Weekly. La mossa si rivelò fallimentare, perché molti fan si lamentarono della bassa qualità delle storie presentate. Lanterna Verde fu ben presto spostato dalla collana, con il lancio di una nuova serie personale nel 1989. Un'altra eccezione alla mensilità fu la ristampa in albi giant size di storie di Supergirl degli anni sessanta, editi dal 1965 al 1968 come tredicesimo albo dell'anno.
Il resto degli albi di questo ciclo presentarono storie a puntate di altri supereroi DC, perlopiù minori, allo scopo di saggiare le possibilità di lanciare miniserie ad essi dedicate. Fra i personaggi presentati Black Canary, Blackhawk, Catwoman, Deadman, Nightwing, Phantom Lady (Dee Tyler), Straniero Fantasma, Secret Six, Speedy, e Wild Dog.
La testata è stata interrotta nel 2011 con il n. 904 per ripartire dal primo numero con una nuova serie all'interno dell'iniziativa editoriale New 52 che ha azzerato e rilanciato tutte le testate della DC Comics. La seconda serie si è conclusa dopo 52 albi nel luglio 2016 quando è stata ripresa la prima serie riprendendo dal n. 957.

## Premi e riconoscimenti
- 1993: Premio Fan Award come Favorite Comic Book Story that year (storia a fumetti preferita dell'anno) da parte della rivista specializzata s Guide per Action Comics nn. 687 - 689 in quanto parte di La morte di Superman.